# Joseph E. Gillis
Joseph E. Gillis (* 3. August 1911 in Sunderland, England; † 18. November 1993 in Rechovot, Israel) war ein britisch-israelischer Mathematiker und Kryptoanalytiker.

## Leben
Joseph Gillis studierte am Trinity College in Cambridge und promovierte 1935 an der University of Cambridge zum Ph.D. mit seiner Doktorarbeit „Some Geometrical Properties of Linearly Measurable Plane Sets of Points“. Während des Zweiten Weltkrieges arbeitete er in der Government Code and Cypher School (GC&CS) (deutsch etwa: „Staatliche Code- und Chiffrenschule“) im englischen Bletchley Park (B.P.), also der militärischen Dienststelle, die sich erfolgreich mit der Entzifferung des deutschen Nachrichtenverkehrs befasste. Er trug dort wesentlich zum Bruch der deutschen Rotor-Schlüsselmaschine ENIGMA bei. Nach dem Krieg ging er nach Israel und wurde dort einer der Gründungsväter und Professor der mathematischen Fakultät des Weizmann-Instituts für Wissenschaften.
Durch seine Frage „Hast du schon einmal vom Trojanischen Pferd gehört?“ schützte er die israelischen Verteidigungsstreitkräfte (IDF) davor, die Israel kurz nach dem Krieg von den Briten zur Verfügung gestellten erbeuteten deutschen Enigma-Maschinen zu benutzen (siehe auch: Israelische Enigma), wodurch die Briten den damit verschlüsselten geheimen israelischen Nachrichtenverkehr möglicherweise hätten „mitlesen“ können.
Joseph Gillis war mit Olga Kirsch verheiratet und hatte zwei Töchter. Er starb mit 82 Jahren.